# IC 873
IC 873 је галаксија у сазвјежђу Дјевица која се налази на листи објеката дубоког неба у Индекс каталогу.
Деклинација објекта је + 4° 27' 54" а ректасцензија 13h 18m 16,2s. Привидна величина (магнитуда) објекта IC 873 износи 14,0 а фотографска магнитуда 15,0. IC 873 је још познат и под ознакама CGCG 44-59, NPM1G +04.0394, PGC 46345.